# فساد اللحوم

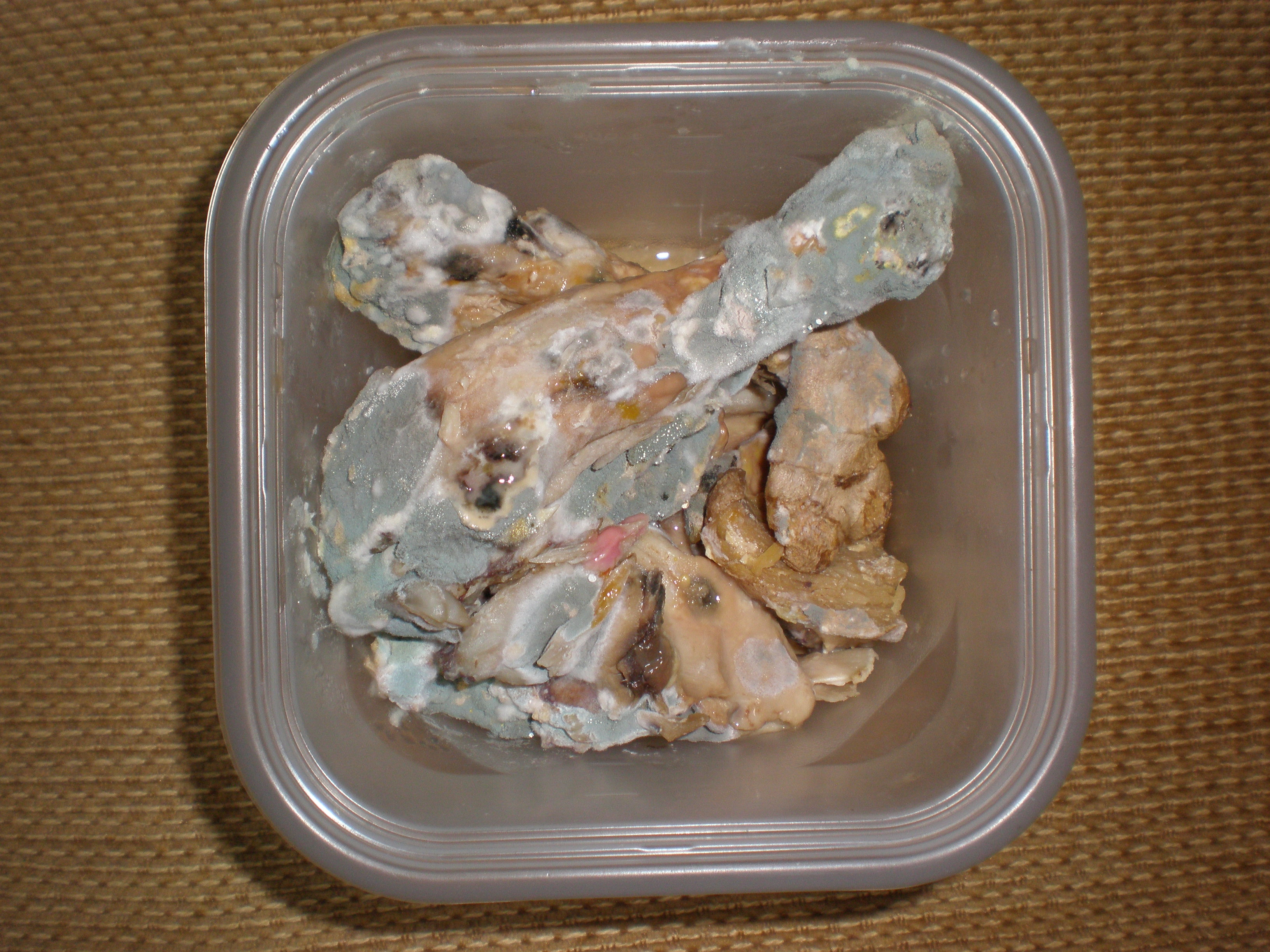
فساد اللحوم

يحدث تلف اللحوم عندما لا يتم معالجتها في غضون ساعات أو أيام وينتج عن ذلك أن تصبح اللحوم غير شهية أو سامة أو مصيبة للعدوي. ويحدث هذا التلف نتيجة للعدوي التي لا يمكن تجنبها عمليا والتي يليها تحلل البكتيريا والفطريات للحوم، والتي يحملها الحيوان نفسه أو يحملها المسئولون عن معالجة اللحوم أو تكون في أدواتهم. ويمكن إبقاء اللحوم صالحة للأكل ولكن ليس إلي أجل غير مسمي إذا تم مراعاة أسس النظافة السليمة خلال الإنتاج والمعالجة وإذا تم تطبيق إجراءات سلامة وحفظ وتخزين الغذاء.

## الإصابة
يمكن للكائنات التي تفسد اللحم أن تصيب الحيوان إما أثناء وجوده على قيد الحياة أو قد تلوث اللحم بعد ذبحه. هناك العديد من الأمراض التي قد ينقب عنها الإنسان من اللحم المولّد داخليا، مثل الجمرة الخبيثة، السل البقري، داء البروسيلات، السالمونيلاز، الليستريوسيس، داء الشعرينات أو داء الشريطيات.
ومع ذلك، ينبغي القضاء على اللحم المصاب من خلال التفتيش المنهجي للحوم في الإنتاج، وبالتالي، فإن المستهلكين سيواجهون في كثير من الأحيان اللحم الخارجي الذي تفسده البكتيريا أو الفطريات بعد وفاة الحيوان. مصدر واحد للكائنات المعدية هو جرثومة الدم، هو سبب تجرثم دم الحيوانات المذبوحة. تحتوي الأمعاء الغليظة للحيوانات على بعض البكتيريا القابلة للحياة 3.3 × 1013، والتي قد تصيب الجسد بعد الموت إذا لم يتم تداول الذبيحة بشكل صحيح. كما يمكن أن يحدث التلوث في المسلخ من خلال استخدام أدوات ذبح أو خلع الملابس التي تم تنظيفها بطريقة غير سليمة، مثل السكاكين التي تعمل بالطاقة، والتي تستمر فيها البكتيريا.